# قاسم خضير قاسم
قاسم خضير قاسم  هو أول معلم كويتي يدرّس مادة الكيمياء في المرحلة الثانوية، وأول كاتب كويتي وخليجي كتب في أدب الرعب.

## النشاة
ولد قاسم خضير قاسم في الكويت (داخل السور) عام /1941 م في حي الزهاميل بمنطقة (القروية) القريبة من حي القناعات ومقره الآن الأرض المجاورة لسوق الأوراق المالية (البورصة) ومسجد النومان.. ووضح منزل جده القديم (والذي ولد فيه) جلياً في إحدى لوحات الفنان الأستاذ أيوب حسين.. قضى والده معظم حياته غواصاً على اللؤلؤ تحت إمرة النوخذه (القبطان) غانم الدبوس، وفي أواخر الأربعينيات والأعوام التي تلتها فتح دكانا في براحة بن بحر يبيع الخضار والفواكه.. البراحة حاليا ملاصقة للمدخل الغربي لسوق المباركية.

## دراسته
بدأ قاسم دراسته وهو في الخامسة من عمره عند (الكـُتـّاب) الملا عبد الله بلال ثم انتقل إلى المدرسة الوطنية الجعفرية حيث درس فيها مدة عام واحد انتقل بعدها إلى مدرسة النجاح الابتدائية الحكومية في منطقة المُطبـّة في العام الدراسي عام 1949/ 1950 م.. ثم انتقل إلى مدرسة الصديق المتوسطة عام 1953/1954 م.. ثم إلى ثانوية الشويخ عام 1957/ 1958 م.. وفي العام الدراسي 1960/1961 م تخرج من الثانوية وأرسل في بعثة دراسية إلى كلية سوندن في بريطانيا ودرس فيها اللغة الإنجليزية ومواد الجي سي أي (التي تؤهل الطالب لدخول الجامعات والكليات المتخصصة)، ثم إلى أكسفورد ودرس في كلية كلهام للمعلمين التابعة لجامعة أكسفورد وتخرج منها عام 1967 متخصصا في تدريس العلوم.. وبعد أن رجع إلى الكويت عمل مدرسا للكيمياء في ثانوية عبد الله السالم في منطقة حولي. وفي عام 1970 أوفد إلى جامعة لندن ودرس فيها سنتان نال بعدها شهادة الزمالة في التربية وتعليم العلوم والكيمياء في مدارس الكويت.

## عمله كمدرس
أمضى إحدى وعشرين سنة في تدريس مادة الكيمياء في ثانوية عبد الله السالم وثانوية الأصمعي وثانوية الرميثية بعدها اختير مدرسا أول للعلوم ثم موجها للعلوم فأمينا عاما للمتحف العلمي، ثم مديرا لإدارة التقنيات التربوية.. وفي عام 1994 اختارته الوزارة وبالإضافة إلى عمله ليكون أمينا عاما ونائبا لمدير اللجنة الاستشارية العليا لتطور تاريخ التعليم في الكويت... ولما أنهت اللجنة أعمالها أصدرت موسوعة من ست مجلدات تحكي قصة تطور التعليم في الكويت من بدء تأسيسها..
وتقاعد عن العمل في عام 1997.

## الأنشطة التي قام بها أثناء عمله
1968... شارك في مؤتمر العلميين العرب ـ جامعة الدول العربية ـ مصر.
1968... رئيس نادي الرشيد الصيفي.
1968... نائب رئيس الوفد الطلابي الكويتي لإيران.
1969... أشرف مع الأستاذ عبد الله اللقمان على امتحانات الثانوية العامة في مدينة أبوظبي (الدور الأول والثاني).
1969... شارك في تأليف كتاب الكيمياء للصف الثاني ثانوي.
1970... شارك في تأليف كتاب الكيمياء للصف الثالث ثانوي.
1970... أشرف مع الأستاذ عبد الله اللقمان على الامتحانات الثانوية العامة في مدينة أبوظبي (الدور الأول والثاني).
1975... شارك في تأليف كتاب العلوم للصف الرابع متوسط.
1975... شارك في ندوة التعليم المفتوح للمرحلة الابتدائية المنعقدة في لندن وإكستر ومناشستر.
1976... ندوة عن البيئة في العاصمة البريطانية لندن.
1976... إلقاء محاضرات للمعلمين في طرق تدريس العلوم في المرحلة الابتدائية.
1977... إلقاء محاضرات في طرق تدريس العلوم في أبوظبي.
1977... رئيساً لمركز نظام المقررات.
1977... جولة استطلاعية للمدارس في الاتحاد السوفييتي.
1979... إلقاء محاضرات للمعلمين في الأهداف السلوكية للعلوم.
1980... رئيس لجنة امتحانات الثانوية العامة (مركز عبد الله السالم).
1981... مؤتمر الطاقة والبيئة الذي انعقد في مونت كارلو.
1981... ندوة مصادر المعلومات للتعليم (المنظمة العربية لليونسكو).
1982... ندوة الفيديو والتعليم (المنظمة العربية لليونسكو).
1982... شارك في الحلقة الدراسية عن الطاقة الشمسية (معهد الكويت للأبحاث).
1983... شارك في الحلقة الدراسية عن تلوث الهواء (معهد الكويت للأبحاث).
1983... مؤتمر الصيادلة العرب (جمعية الصيادلة العرب).
1983... حضور جلسات أولمبياد الكيمياء في مدينة تميشوارا في رومانيا (مؤسسة الكويت للتقدم العلمي).
1984... حضور جلسات أولمبياد الكيمياء في فرانكفورد، (مؤسسة الكويت للتقدم العلمي).
1986... المشاركة في ندوة دول مجلس التعاون لتدريس العلوم.
1987... شارك في تطوير مناهج التربية الخاصة في الكويت.
1987... قام بإنشاء مكتبة تعليمية خاصة للمعاقين.
1987... رئيس بعثة الطلبة المشاركين في أولمبياد الكيمياء في ألمانيا الشرقية.. (مؤسسة الكويت للتقدم العلمي).
1989... ممثل دولة الكويت للمؤتمر العالمي للمتاحف في مدينة هيج (هولندا).
1990... ممثل دولة الكويت للمؤتمر العالمي للمتاحف في مدينة يورك في بريطانيا.
1992... زيارة للهند للاطلاع على نظم المتاحف العلمية فيها.
1992... ممثل دولة الكويت في دورة المتاحف التعليمية في اسكتلنده.
1994... زيارة متحف التعليم في مصر.
1994... أمين عام للجنة الاستشارية العليا لمشروع تطور تاريخ التعليم في الكويت والتي أنهت أعمالها بإصدار موسوعة من ست مجلدات تحكي قصة التعليم في الكويت منذ تأسيسها.

## أنشطة خاصة به
مما لا شك فيه أن قاسم خضير قاسم انكب في أوقات فراغه على الأدب الإنجليزي بصفة خاصة والغربي والأمريكي بصفة عامة وتأثر بالكثير من كتاب القصص ومنهم إدجار الآن بو Edgar Allan Poe وسير ولتر سكوت Sir Walter Scott، وإج. بي. لفكرافت H.P.Lovecraft وهربرت جورج ولز H.G.WeLLs على وجه الخصوص الذي تأثر به قاسم خضير قاسم حيث كان ولز أيضا مدرسا (مثل قاسم) للعلوم واعتبر هذا الكاتب الأب الروحي للخيال العلمي في العالم إن لم يكن الأول في مؤلفاته. ومن روايات ولز الشهيرة آلة الزمن والرجل الخفي وأول رجل على سطح القمر وبلاد المكفوفين، وما زالت بريطانيا تحتفل سنويا بذكرى ذلك العالم الكبير.
في عام 1978 قام قاسم خضير قاسم بتأليف رواية بعنوان: مدينة الرياح وقصص عن الأشباح (وهي تختلف عن مسلسل مدينة الرياح الرمضاني) قامت بنشره دار ذات السلاسل، وحوى الكتاب على قصص مزج فيها الكاتب الرعب مع البيئة الكويتية القديمة ولاقت الرواية رواجا كبيرا في السبعينيات.. وفي هذه الرواية خلط قاسم عنصر الواقعية مع الخيال الرفيع الذي لم يكن معروفا آنذاك حيث توهم الكثير من الناس صدق بعض القصص والشخصيات الواردة فيها على الرغم من عدم وجودها.
تم تكريم قاسم خضير قاسم من قبل بعض الطلبة في جامعة الكويت عام 2008 لروايته مدينة الرياح حيث اعتبر أول كاتب عربي كتب في أدب الرعب. وتبين أثناء التكريم أن قاسم خضير قاسم لا يفضل الأضواء والشهرة ولا أدل على ذلك أن التكريم جاء بعد ثلاثون عاما من تأليفه ونشره الرواية..
وفي عام 1993 قام بتأليف كتاب آخر بعنوان: غواص في بحر التراث.. والعنوان لا يمت إلى مهنة الغوص في الكويت لكنه يحوي قصصاً قصيرة تهذب النفوس وأشعارا مليئة بالحكم والمواعظ ووصايا وعبرًا تعمِّر القلوب ومواعظ بليغة ولطائف عذبة.. ومحتويات الكتاب هذا قام بجمعها قاسم من بطون أمهات الكتب العربية القديمة وعلى مدى سنين طويلة.
وهو الآن عاكف على إصدار كتاب (ليلة في مقبرة السلام وقصص عن الأشباح).